# Bulbophyllum frostii
Bulbophyllum frostii es una especie de orquídea epifita originaria de Asia. 

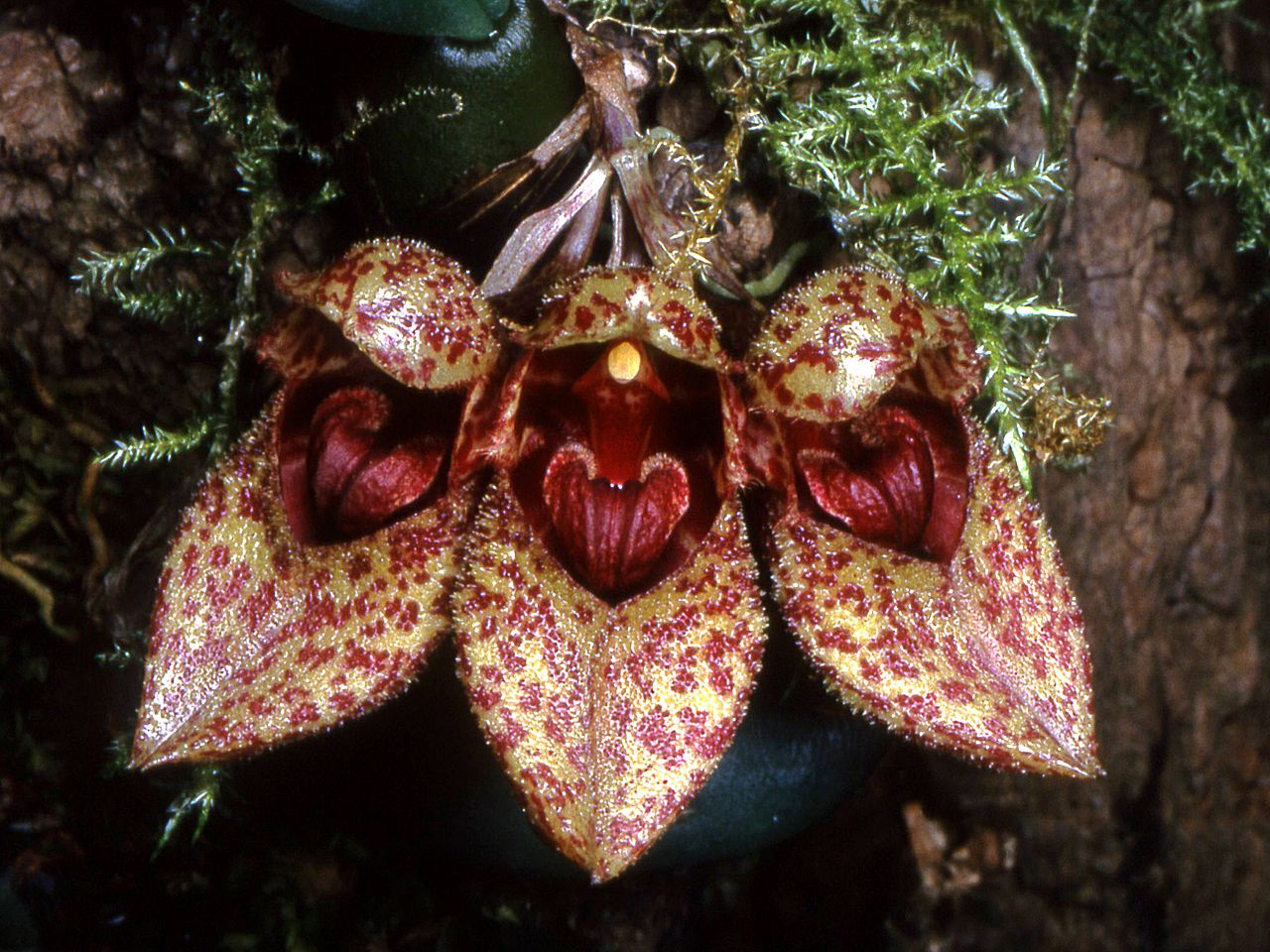
Detalle de la flor.

## Descripción
Es una  orquídea de pequeño tamaño, de crecimiento cálido con hábitos de epífita. Tiene pseudobulbos ovoides comprimidos,  agrupados que llevan dos hojas, sésiles, elípticas, carnosas y apicales. Florecen en una inflorescencia corta de 2 cm con un grupo de  flores fragantes que aparecen en la primavera.

## Distribución y hábitat
Se encuentra en Vietnam en los bosques siempreverdes de tierras bajas hasta elevaciones alrededor de 1.450 metros. 

## Taxonomía
Bulbophyllum frostii fue descrita por Victor Samuel Summerhayes   y publicado en Bulletin of Miscellaneous Information Kew 76. 1928.
Etimología
Bulbophyllum: nombre genérico que se refiere a la forma de las hojas que es bulbosa.
frostii: epíteto otorgado en honor del botánico Charles Christopher Frost.
Sinonimia
- Bulbophyllum bootanoides (Guillaumin) Seidenf.
- Cirrhopetalum bootanoides Guillaumin
- Cirrhopetalum frostii (Summerh.) Garay, Hamer & Siegerist	[3][4]